# Dionisio Guillermo García Ibáñez
Dionisio Guillermo García Ibáñez (Guantánamo, 31 de janeiro de 1945) é arcebispo de Santiago de Cuba.
O Arcebispo de Santiago de Cuba, Pedro Meurice, o ordenou sacerdote em 8 de julho de 1985.
Em 9 de dezembro de 1995, o Papa João Paulo II o nomeou o primeiro bispo da Diocese de Santísimo Salvador de Bayamo y Manzanillo, que foi criada na mesma data. O arcebispo Meurice o consagrou bispo em 27 de janeiro do ano seguinte; Os co-consagrantes foram Carlos Jesús Patricio Baladrón Valdés, Bispo Auxiliar de San Cristóbal de la Habana, e José Siro González Bacalao, Bispo de Pinar del Río. Seu lema era Tu brazo me sostiene.
Em 10 de fevereiro de 2007 foi nomeado Arcebispo de Santiago de Cuba e empossado em 24 de fevereiro do mesmo ano.
Em 2009 foi eleito pela primeira vez presidente da Conferência Episcopal Católica de Cuba e foi confirmado nesta posição na próxima eleição em novembro de 2013.